# جورج اتوود
جورج اتوود (انگلیسی: George Atwood؛ ۱۷۴۵-۱۰ – ۱۱ ژوئیهٔ ۱۸۰۷) یک ریاضی‌دان، و فیزیک‌دان اهل انگلستان بود.